# Río Cautín

Le Cautín (du mapudungun caghe, « canard » et tun, « attraper, prendre », sans doute « lieu où l'on chasse les canards ») est un cours d'eau de la région de l'Araucanie, au Chili. Il prend sa source sur le flanc sud du Lonquimay, à 1850 mètres d'altitude. Son cours fait 174 kilomètres de longueur. Le Rio Imperial naît à la confluence entre le Río Cautín et le Río Cholchol. La ville de Temuco, capitale de la province de Cautín, se trouve sur ses rives. 